# Bellister Castle
Bellister Castle er en National Trust-ejet kreneleret herregård, der er opført i forbindelse med et beboelsestårn fra 1300-tallet nær Haltwhistle, Northumberland, England.
Det er et Scheduled Ancient Monument og en listed building af første grad.